# Deonica (miasto Jagodina)
Deonica (cyr. Деоница) – wieś w Serbii, w okręgu pomorawskim, w mieście Jagodina. W 2011 roku liczyła 613 mieszkańców.